# Vivacious Lady
Vivacious Lady ist eine Screwball-Komödie mit Ginger Rogers und James Stewart aus dem Jahr 1938. Die Regie führte George Stevens. Als Vorlage diente eine Kurzgeschichte der Autorin I. A. R. Wylie.

## Handlung
Peter Morgan ist ein schüchterner Lehrer für Botanik am traditionsreichen College der Kleinstadt Old Sharon. Dieses wird von seinem konservativen Vater geleitet, der seinen Sohn fest als künftigen Nachfolger eingeplant hat. Eines Tages wird Peter mit der Order nach New York geschickt, seinen lebenslustigen Cousin Keith zurück nach Hause zu holen. Keith vergnügt sich nämlich in New York und schwärmt für die Nachtclubsängerin Francey Brent. Doch während Francey an Keith kein Interesse zeigt, verlieben sie und Peter sich Hals über Kopf. Gemeinsam spazieren sie eine Nacht lang durch die Straßen von New York. Am nächsten Morgen ist sich Peter sicher, dass er die Frau fürs Leben gefunden hat, und heiratet sie sofort.
Als die Rückkehr nach Old Sharon näherrückt, traut sich Peter nicht, seiner Familie sowie seiner eigentlichen Verlobten Helen von seiner Heirat mit Francey zu berichten. Francey verlässt daher den Zug zunächst gemeinsam mit dem Lebemann Keith. Am nächsten Tag wird Francey von Peter im College als Studentin ausgegeben. Allerdings stellen sich auch hier Probleme ein, denn die meisten Kommilitonen sind von Franceys Aussehen angezogen und wundern sich zugleich über das seltsame Verhalten ihres Professors. Peter unternimmt verschiedene Versuche, seinen Eltern und seiner Verlobten von seiner Heirat zu erzählen, wird aber meist durch unvorhergesehene Ereignisse unterbrochen.
Als Peter schließlich seinem Vater von Francey berichtet, blickt dieser vom Sockel der intellektuellen Überlegenheit auf das Showgirl herab. Er fordert von seinem Sohn die Scheidung, ansonsten würde er ihn entlassen. Mrs. Morgan ist hingegen erfreut und akzeptiert Francey als Schwiegertochter. Francey, unter dem Druck von Mr. Morgan und genervt von Peters mangelndem Durchsetzungsvermögen, verlässt schließlich die Stadt. Auch Mrs. Morgan schließt sich ihr an, da sie das Verhalten ihres Mannes empört. Peter rebelliert erstmals gegenüber seinem Vater: Er unterrichtet im betrunkenen Zustand mit dem Ziel, seinen Ruf und den seiner Familie so zu beschädigen, dass die Heirat mit Francey als „standesgemäß“ gelten kann. Endlich fasst sich Mr. Morgan ein Herz: Gemeinsam mit Peter hält er den Zug an, in dem Francey und Mrs. Morgan sitzen. Am Ende sind beide Ehen gerettet.

## Hintergrund
George Stevens übernahm im April 1937 die Arbeiten zum Film mit Ginger Rogers als Hauptdarstellerin,  die seit 1933 vor allem an der Seite von Fred Astaire als Teil des tanzenden Leinwandpaares bekannt geworden war. Eine Erkrankung von James Stewart führte zu einer Drehunterbrechung bis Mitte Dezember 1937. In der Zwischenzeit wurden die ursprünglich eingesetzten Fay Bainter und Donald Crisp durch Beulah Bondi und Charles Coburn ersetzt. Die Pläne des Studios, auch James Stewart durch Douglas Fairbanks junior zu ersetzen, wurden jedoch von Stevens und Rogers abgelehnt.
Die Handlung weist einige Überschneidungen mit dem Joan-Crawford-Film Brennendes Feuer der Leidenschaft, ebenfalls aus dem Jahr 1938, auf. In beiden Filmen kommt eine selbstbewusste junge Frau aus der Großstadt durch eine überhastet geschlossene Ehe in eine vollkommen andere Gesellschaft mit eigenen Regeln und festen Hierarchien. Während sich Ginger Rogers gegen die Vorbehalte ihrer Schwiegereltern zur Wehr setzen muss, hat Joan Crawford es mit der dominanten älteren Schwester ihres Ehemanns zu tun. Die Filmhistorikerin Jeannine Basinger bezeichnet diese Konstellationen, die häufiger in Produktionen 1930er und 40er auftaucht, als „weibliche Initiationsfilme“, in denen die Heldin erst durch zahlreiche Widerstände in einer für sie völlig fremden Umgebung zu sich selber finden muss.

## Kinoauswertung
Die Produktionskosten beliefen sich auf 703.000 US-Dollar. An der Kinokasse erwies sich der Film als leidlich erfolgreich und brachte am Ende Einnahmen in Höhe von 1.206.000 US-Dollar, wobei am Ende ein eher bescheidener Gewinn von 75.000 US-Dollar stand.

## Auszeichnungen
Bei der Oscarverleihung 1939 erhielt der Film Nominierungen in den Kategorien
- Beste Kamera
- Bester Ton

## Kritiken
Unter den zeitgenössischen Kritiken urteilte der Variety, Vivacious Lady sei „Unterhaltung der besten Art und des einfachsten Reizes“. Charles Coburn spiele seine Nebenrolle „exzellent“. Time Out schrieb rückblickend, der Film sei eine „leichtherzige Fabel“ mit kritischen Untertönen gegenüber gesellschaftlichem Druck und der Institution Ehe, bei der immer die Frauen die Opfer machen müssten. Ginger Rogers’ Filmfigur sei sanfter als in anderen Filmen, aber manchmal komme glücklicherweise ihre „taffe und scharfsinnige Persönlichkeit“ durch.
Der All Movie Guide war der Meinung, dass Vivacious Lady ein Klassiker hätte werden können, allerdings sei er nach sehr starkem Start nur „relativ gut“ geendet. Der Witz, dass Stewart sich nicht traut, seiner Familie und seiner Verlobten von seiner Ehe mit Rogers zu erzählen, laufe sich irgendwann etwas tot. Insgesamt sei der Film dennoch sehenswert wegen der „großartigen Chemie“ zwischen Stewart und Rogers, den guten Darstellungen von Bondi und Coburn als Stewarts Eltern, dem „Zickenkrieg“ zwischen Rogers und Frances Mercer sowie dem Talent von Regisseur George Steven, komödiantische Momente aufzubauen. Der Kritiker Dave Kehr schrieb, dass dem Film die „sorgfältige“ Regiearbeit von Stevens zugute komme, die anders als bei späteren Werken von Stevens noch nicht „erstarrt“ wirke.